# Пораз, Авраам
Авраа́м Пора́з (ивр. אברהם פורז‎, родился 9 августа 1945 года) — израильский политический и государственный деятель, бывший министр внутренних дел Израиля.

## Биография
Авраам Пораз родился в Бухаресте, в Румынии в 1945 году и репатриировался в Израиль в 1950 году. Он служил в Армии обороны Израиля в военной полиции, а затем изучал право в Еврейском университете в Иерусалиме и получил сертификат адвоката.
В 1974 году Пораз был одним из основателей партии «Шинуй» (вместе с профессором Амноном Рубинштейном и предпринимателем Стефом Вертхаймером). С 1983 по 1988 год он был членом Тель-Авивского муниципального совета и председателем ревизионной комиссии города. Он был председателем партии «Шинуй» с 1982 по 1983 год и потом вновь с 1988 по 1990 год. С 1984 по 1988 год он возглавлял проект по созданию второго израильского телеканала, кабельного телевидения и местного радио.
В 1988 году он был избран в Кнессет от партии «Шинуй». На следующих выборах в Кнессет он избирался от партии «Мерец», с которой слились «Шинуй». В феврале 2003 года он был назначен министром внутренних дел в правительстве премьер-министра Ариэля Шарона.
В декабре 2004 года Пораз (как и другие министры от партии «Шинуй») покинул пост министра внутренних дел, в связи с отказом голосовать за бюджет в кнессете. В июне 2005 года он был назначен председателем комиссии кнессета по образованию, культуре и спорту.
На первичных выборах в партии «Шинуй» переод выборами в кнессет семнадцатого созыва Пораз потерял своё второе место в списке партии. Он оставил Шинуй вместе с десятью другими депутатами кнессета и основал партию «Хец», которая на выборах 2006 года не смогла пройти электоральный барьер. После этого Пораз ушёл из политики и вернулся к юридической практике. Основным полем юридической деятельности Пораза стала подача исков против министерства внутренних дел.
Перед выборами 2009 года Пораз пытался вернуться в политику в составе партии Зелёных, но соглашение с ним было расторгнуто под давлением ряда активистов партии.
Авраам Пораз женат, имеет двоих детей. Авраам Пораз кроме иврита свободно говорит на румынском, английском и французском языках.